# فصلنامه اصول بهداشت روانی
فصلنامه اصول بهداشت روانی نام یک مجله علمی پژوهشی در حوزه بهداشت روانی و به صاحب امتیازی مرکز تحقیقات روان پزشکی وعلوم رفتاری دانشگاه علوم پزشکی مشهد است.
این نشریه با هدف انتشار الکترونیک مقالات تحقیقی در حیطه‌های مختلف بهداشت روانی از جمله روان پزشکی، بهداشت روانی، روان‌شناسی و حوزه‌های مربوط به آن‌ها فعالیت می‌نماید. این مجله از سال ۱۳۸۶ پایه‌گذاری شده و مقالات منتشر شده در آن در زمینهٔ پژوهش‌ها و گسترش حرفه‌ای بهداشت روانی است.
این مجله به صورت فصلنامه منتشر می‌گردد و دارای رتبه علمی پژوهشی از کمیسیون نشریات علوم پزشکی کشور می‌باشد؛ و در پایگاه استنادی علوم جهان اسلام، پایگاه مجلات تخصصی نور، پایگاه اطلاعات علمی جهاد دانشگاهی، مگ‌ایران، EMRO, Index Copernicus, Iran Medex نمایه می‌شود.